# Pectinariophyes notanda
Pectinariophyes notanda är en insektsart som först beskrevs av William Lucas Distant 1916.  Pectinariophyes notanda ingår i släktet Pectinariophyes och familjen Machaerotidae. Inga underarter finns listade i Catalogue of Life.